# Jakob Dont
Jakob Dont, född 2 mars 1815, död 17 november 1888, var en österrikisk violinist och tonsättare.
Dont var lärjunge till Joseph Böhm och Georg Hellmesberger senior. Han blev 1834 medlem av hovkapellet i Wien och gjorde sig snart ett namn som violinpedagog. Dont komponerade talrika verk för violin; betydande och av högt värde är främst hans samling violinetyder, Gradus ad Parnassum.